# Лоа (Юта)
Лоа (англ. Loa) — місто (англ. town) в США, в окрузі Вейн штату Юта. Населення — 516 осіб (2020).

## Географія
Лоа розташована за координатами 38°24′13″ пн. ш. 111°38′41″ зх. д. / 38.40361° пн. ш. 111.64472° зх. д. (38.403655, -111.644611).  За даними Бюро перепису населення США в 2010 році місто мало площу 2,34 км², уся площа — суходіл. В 2017 році площа становила 2,46 км², уся площа — суходіл.

### Клімат
Місто знаходиться у зоні, котра характеризується вологим континентальним кліматом з теплим літом. Найтепліший місяць — липень із середньою температурою 18.3 °C (65 °F). Найхолодніший місяць — січень, із середньою температурою -5.3 °С (22.4 °F).
| Клімат Лоа              | Клімат Лоа | Клімат Лоа | Клімат Лоа | Клімат Лоа | Клімат Лоа | Клімат Лоа | Клімат Лоа | Клімат Лоа | Клімат Лоа | Клімат Лоа | Клімат Лоа | Клімат Лоа | Клімат Лоа |
| Показник                | Січ.       | Лют.       | Бер.       | Квіт.      | Трав.      | Черв.      | Лип.       | Серп.      | Вер.       | Жовт.      | Лист.      | Груд.      | Рік        |
| Абсолютний максимум, °C | 24,4       | 21,1       | 22,2       | 26,7       | 33,3       | 36,7       | 43,3       | 37,8       | 32,8       | 28,9       | 24,4       | 19,4       | 43,3       |
| Середній максимум, °C   | 3,7        | 5,8        | 9,3        | 14,6       | 19,8       | 25,3       | 28,6       | 26,9       | 23,1       | 17         | 9,8        | 4,4        | 15,7       |
| Середня температура, °C | −5,3       | −2,9       | 0,8        | 5,3        | 10,1       | 14,8       | 18,3       | 17,1       | 12,7       | 6,8        | 0,3        | −4,5       | 6,1        |
| Середній мінімум, °C    | −14,4      | −11,6      | −7,7       | −3,9       | 0,3        | 4,2        | 8,1        | 7,2        | 2,2        | −3,5       | −9,1       | −13,4      | −3,4       |
| Абсолютний мінімум, °C  | −36,1      | −38,3      | −26,1      | −20,6      | −12,2      | −7,2       | −7,2       | −5         | −12,2      | −22,8      | −27,8      | −33,3      | −38,3      |
| Норма опадів, мм        | 10         | 9          | 13         | 12         | 14         | 13         | 27         | 35         | 21         | 18         | 10         | 10         | 193        |
| Днів з опадами          | 3          | 3          | 4          | 4          | 4          | 3          | 6          | 8          | 5          | 4          | 3          | 4          | 51         |
| Днів зі снігом          | 3          | 2,4        | 2,5        | 0,8        | 0,3        | 0          | 0          | 0          | 0          | 0,4        | 1,5        | 3,1        | 14         |
| ----------------------- | ---------- | ---------- | ---------- | ---------- | ---------- | ---------- | ---------- | ---------- | ---------- | ---------- | ---------- | ---------- | ---------- |
| Джерело: Weatherbase    |            |            |            |            |            |            |            |            |            |            |            |            |            |

## Демографія
Згідно з переписом 2010 року, у місті мешкали 572 особи в 191 домогосподарстві у складі 149 родин. Густота населення становила 245 осіб/км².  Було 241 помешкання (103/км²).
Расовий склад населення:
| - 96,5 % — білих - 0,9 % — азіатів - 0,2 % — вихідців з тихоокеанських островів - 0,2 % — корінних американців - 0,2 % — чорних або афроамериканців |

До двох чи більше рас належало 1,7 %. Частка іспаномовних становила 4,0 % від усіх жителів.
За віковим діапазоном населення розподілялося таким чином: 37,2 % — особи молодші 18 років, 49,7 % — особи у віці 18—64 років, 13,1 % — особи у віці 65 років та старші. Медіана віку мешканця становила 30,4 року. На 100 осіб жіночої статі у місті припадало 91,9 чоловіків;  на 100 жінок у віці від 18 років та старших — 85,1 чоловіків також старших 18 років.
Середній дохід на одне домашнє господарство  становив 53 261 долар США (медіана — 38 750), а середній дохід на одну сім'ю — 63 947 доларів (медіана — 52 500). Медіана доходів становила 51 875 доларів для чоловіків та 33 750 доларів для жінок. За межею бідності перебувало 15,5 % осіб, у тому числі 20,9 % дітей у віці до 18 років та 17,1 % осіб у віці 65 років та старших.
Цивільне працевлаштоване населення становило 219 осіб. Основні галузі зайнятості: будівництво — 27,4 %, освіта, охорона здоров'я та соціальна допомога — 21,5 %, мистецтво, розваги та відпочинок — 11,9 %, сільське господарство, лісництво, риболовля — 9,1 %.